# Бадду, Акил
Акил Неомон Бадду (англ. Akil Neomon Baddoo, 16 августа 1998, Коньерс, Джорджия) — американский бейсболист, аутфилдер клуба Главной лиги бейсбола «Детройт Тайгерс».

## Карьера
Акил Бадду родился 16 августа 1998 года в Коньерсе в Джорджии. В 2016 году он окончил старшую школу Сейлем и был выбран на драфте Главной лиги бейсбола клубом «Миннесота Твинс» под 74 номером. Сезоны 2016 и 2017 года он провёл в Лиге Галф-Кост и Аппалачской лиге, выступая за фарм-команды «Твинс». В 2018 году Бадду провёл 113 матчей в составе «Сидар-Рапидз Кернелс» в Лиге Среднего Запада. Его показатель отбивания в этих играх составил 24,3 %, он выбил 106 хитов, 11 хоум-ранов и набрал 40 RBI. Регулярный чемпионат 2019 года он начал в команде Форт-Майерс Миракс, где принял участие в 29 матчах, а затем был внесён в список травмированных. Оставшуюся часть сезона Бадду пропустил из-за операции по восстановлению локтевого сустава. Он также полностью пропустил весь 2020 год после отмены сезона в младших лигах из-за пандемии COVID-19.
В декабре 2020 года на драфте по правилу № 5 Бадду был выбран клубом «Детройт Тайгерс». Весной 2021 года на предсезонных сборах он отбивал с эффективностью 32,5 %, с пятью выбитыми хоум-ранами и десятью уоками. Четвёртого апреля он дебютировал за «Тайгерс» в Главной лиге бейсбола, выбив хоум-ран в первом своём выходе на биту.